# Жденіївська селищна рада
Жде́ніївська се́лищна ра́да — адміністративно-територіальна одиниця та орган місцевого самоврядування в Воловецькому районі Закарпатської області. Адміністративний центр — селище міського типу Жденієво.

## Загальні відомості
Жденіївська селищна рада утворена в 1946 році.
- Територія ради: 54,177 км²
- Населення ради: 1 349 осіб (станом на 2001 рік)
- Територією ради протікає річка Жденівка

## Населені пункти
Селищній раді підпорядковані населені пункти:
- смт Жденієво
- с. Збини

## Склад ради
Рада складається з 19 депутатів та голови.
- Голова ради: Култан Василь Михайлович
- Секретар ради: Русин Юрій Васильович

### Керівний склад попередніх скликань
| Прізвище, ім'я, по батькові | Основні відомості                                                            | Дата обрання | Дата звільнення |
| --------------------------- | ---------------------------------------------------------------------------- | ------------ | --------------- |
| Годованець Василь Іванович  | Селищний голова, 1962 року народження, безпартійний                          | 26.03.2006   | 31.10.2010      |
| Гавриш Степан Юрійович      | Селищний голова, 1956 року народження, освіта вища, член партії Єдиний Центр | 31.10.2010   | 05.11.2015      |

Примітка: таблиця складена за даними сайту Верховної Ради України

### Депутати
За результатами місцевих виборів 2010 року депутатами ради стали:

#### За суб'єктами висування
| Суб'єкт висування           | Кількість обраних депутатів | %    |
| --------------------------- | --------------------------- | ---- |
| Самовисування               | 17                          | 94,4 |
| Комуністична партія України | 1                           | 5,6  |

#### За округами
| № округу                    | Прізвище, ім'я, по батькові    | Дата визнання обраним | Освіта             | Партійна приналежність | Відомості про обраного депутата                                                           |
| --------------------------- | ------------------------------ | --------------------- | ------------------ | ---------------------- | ----------------------------------------------------------------------------------------- |
| Комуністична партія України |                                |                       |                    |                        |                                                                                           |
| 9                           | Герман Ганна Федорівна         | 15.11.2010            | середня            | позапартійна           | Жденіївська загальноосвітня школа, техпрацівник                                           |
| Самовисування               |                                |                       |                    |                        |                                                                                           |
| 1                           | Богут Іван Васильович          | 04.11.2010            | вища               | позапартійний          | пенсіонер                                                                                 |
| 2                           | Богдан Марія Михайлівна        | 04.11.2010            | середня спеціальна | позапартійна           | приватний підприємець, продавець                                                          |
| 3                           | Курах Любов Василівна          | 04.11.2010            | вища               | позапартійна           | Жденіївська селищна рада, секретар                                                        |
| 4                           | Щербей Михайло Ілліч           | 04.11.2010            | вища               | позапартійний          | ДАІ УМВС Воловецького р-ну, інспектор                                                     |
| 5                           | Сичик Оксана Борисівна         | 04.11.2010            | вища               | позапартійна           | тимчасово не працює                                                                       |
| 6                           | Яким Марія Дмитрівна           | 04.11.2010            | вища               | позапартійна           | приватний підприємець, продавець                                                          |
| 7                           | Чубірко Тетяна Омелянівна      | 04.11.2010            | вища               | позапартійна           | Жденіївська загальноосвітня школа, вчитель                                                |
| 8                           | Собран Іван Михайлович         | 04.11.2010            | вища               | позапартійний          | Жденіївська загальноосвітня школа, вчитель                                                |
| 10                          | Вінник Марія Василівна         | 04.11.2010            | середня спеціальна | позапартійна           | Жденіївська селищна лікарня-амбулаторія загальної практики — сімейної медицини, медсестра |
| 11                          | Ряшко Ярослав Михайлович       | 04.11.2010            | вища               | позапартійний          | приватний підприємець                                                                     |
| 12                          | Яким Олена Михайлівна          | 04.11.2010            | середня спеціальна | позапартійна           | Жденіївська селищна лікарня-амбулаторія загальної практики — сімейної медицини, акушер    |
| 13                          | Райчинець Наталія Василівна    | 04.11.2010            | середня спеціальна | позапартійна           | Підполозянська загальноосвітня школа, вчитель                                             |
| 14                          | Чубірко Аліна Сергіївна        | 15.11.2010            | вища               | позапартійна           | готель «Рейкарц-Карпати», порт'є                                                          |
| 15                          | Гукливський Валерій Федорович  | 04.11.2010            | вища               | позапартійний          | тимчасово не працює                                                                       |
| 16                          | Щербей Михайло Юрійович        | 04.11.2010            | вища               | позапартійний          | УПМДПА, старший інспектор                                                                 |
| 17                          | Райчинець Любов Михайлівна     | 04.11.2010            | середня спеціальна | позапартійна           | приватний підприємець, продавець                                                          |
| 18                          | Сивній Олександр Володимирович | 04.11.2010            | середня спеціальна | позапартійний          | приватний підприємець                                                                     |